# حسين السلمان
حسين السلمان (1950 - 11 تموز 2020) مخرج سينمائي وكاتب قصة ومسرحي عراقي ولد في الناصرية في العراق.

## عنه
- كتب القصة القصيرة وحصل على أول جائزة عام 1966. شارك في تمثيل العديد من المسرحيات في مدينته الناصرية منذ عام 1965.
- اكمل دراسة الدبلوم في معهد الفنون الجميلة، قسم السينما، بغداد 1973.
- اكمل دراساته العليا، ماجستير إخراج سينمائي وتلفزيوني 1985 بلغاريا.
- حاصل على العديد من الجوائز في القصة والمسرح والسينما.
- اخرج وكتب العديد من الافلام الروائية والوثائقية منها الجدا، يوميات فلاح، حدث في يوم واحد/ صمت الضجيج، تاويلات، تصفيق...وغيرها.
- أستاذ الإخراج السينمائي في معهد الفنون الجميلة.
- اصدر العديد من الكتب السينمائية منها ليلة حب ومقدمات سينمائية، تحت ظلال الزقورة، التطور الابداعي في السينما، قراءات في الفرضية الجمالية للسينما.
- كتبت عنه مقالات حول افلامه وقصصه في العديد من المجلات والصحف المحلية.
- قدم فيلم وثائقي عن الحياة الابداعية للمخرج حسين السلمان بعنوان (جنوبا إلى الناصرية).
- يقدم ويعد برامج تلفزيونية في الفضائيات العراقية حيث يقدم برنامج (سينما عراقية) من قناة الحضارة الفضائية، وبرنامج (السينما والناس) من قناة الحرية الفضائية.

## الوفاة
تُوفي نتيجة مضاعفات فيروس كورونا في 11 نموز/يوليو 2020.